# اینترنشنال هروستر مترو ون

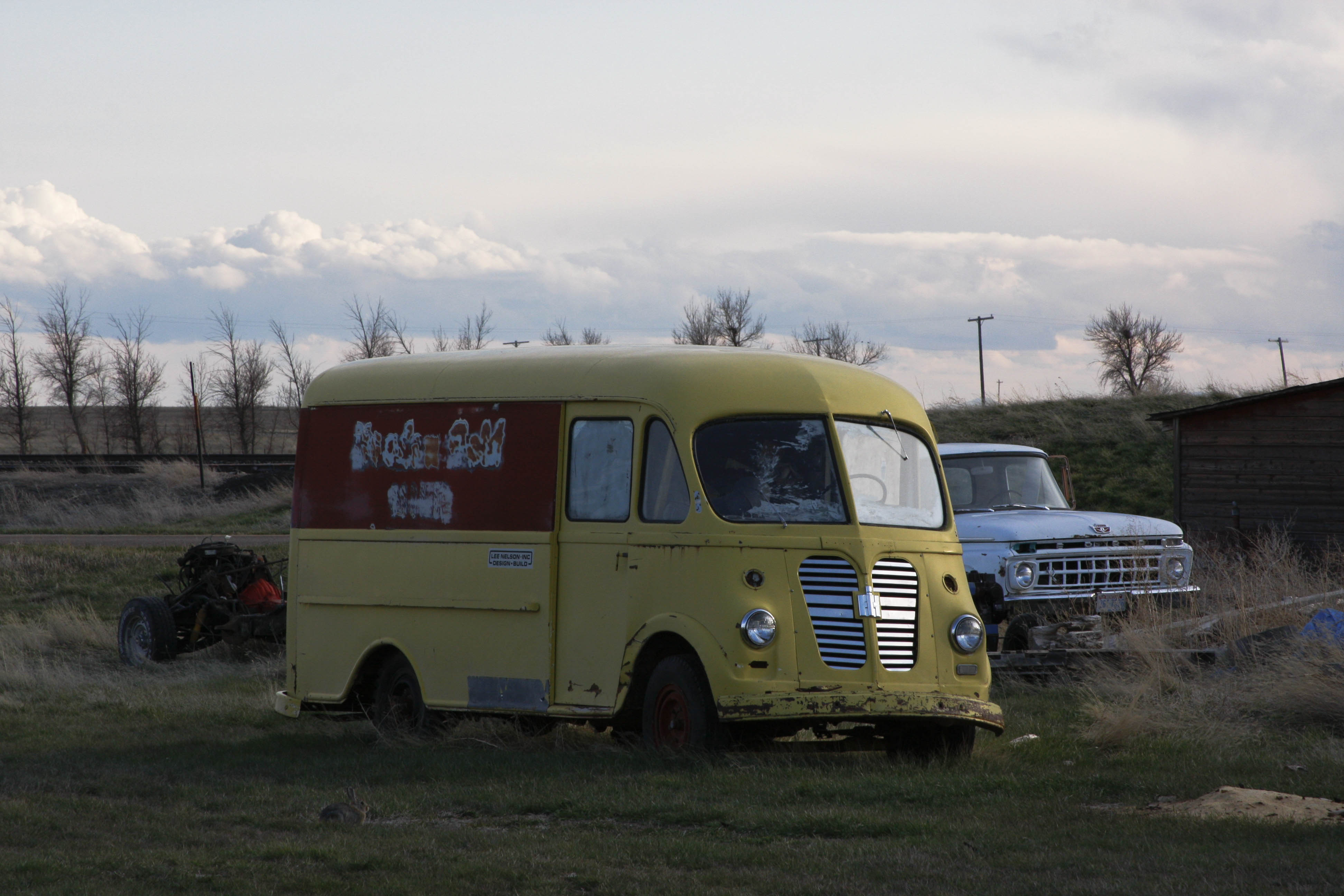

اینترنشنال هروستر مترو ون (International Harvester Metro Van) خودرویی است که در سال‌های ۱۹۳۸ تا ۱۹۷۵در ایالات متحده آمریکا تولید شده‌است. ‌است. 